# Anthony Liu (judoka)
Anthony Liu (ur. 6 czerwca 1987, zm. 23 marca 2022) – judoka z Samoa Amerykańskiego. Olimpijczyk z Londynu 2012, gdzie zajął siedemnaste miejsce w wadze półciężkiej.
Uczestnik mistrzostw świata w 2011. Startował w Pucharze Świata w 2011 roku.

## Letnie Igrzyska Olimpijskie 2012
| Konkurencja | Eliminacje                  | Klas. końcowa |
| Konkurencja | Przeciwnik I                | Miejsce       |
| ----------- | --------------------------- | ------------- |
| 100 kg      | Jevgeņijs Borodavko (LAT) P | 17.           |